# Darksun
DarkSun – zespół muzyczny z Hiszpanii grający power metal, założony w 2002.

## Członkowie zespołu
- Tino Hevia – gitara (Nörthwind)
- Dani González Suárez – gitara, śpiew (Nörthwind)
- Helena Pinto – instrumenty klawiszowe (Nörthwind)
- Pedro Junquera – gitara basowa
- Dani Cabal – perkusja

## Dyskografia
- El Legado (2004)
- El Lado Oscuro (2006)
- The Dark Side (2007)
- Libera Me (2008)
- Tocar el Sol (2010)
- Memento Mori (2012)
- Crónicas de Avarán (2016)
- Chronicles of Aravan (2016)